# Rush’n Attack Ex-Patriot
Rush’n Attack Ex-Patriot – czeska komputerowa gra zręcznościowa wyprodukowana przez Vatra Games oraz wydana przez Konami 30 marca 2011 roku. Jest to kontynuacja Rush’n Attack.

## Rozgrywka
Rush’n Attack Ex-Patriot jest grą zręcznościową, w której gracz wciela się w specjalnego agenta CIA Sida Morrowa. Jego zadaniem jest zapobiegnięcie wojnie nuklearnej. Akcja gry ma miejsce w Rosji po zakończeniu zimnej wojny.
Gracz uzbrojony jest w nóż, inne bronie od karabinów maszynowych po miotacze ognia i ręczne wyrzutnie rakiet gracz znajduje podczas gry.
Grafika gry została wykonana w technologii 3D, która została stworzona w oparciu o silnik graficzny Unreal 3.0.
W grze zawarto trzy główne lokacje (baza militarna, kompleks więzienny i laboratorium broni biologicznej). Rozgrywka została podzielona na plansze, które zawierają sekretne poziomy.